# 王叔英
王叔英（？—1402年），字原採，號靜學，黃岩亭嶺（今太平小河頭村）人。著作有《清学集》。

## 生平
洪武年間與楊大中、葉見泰、方孝孺一同被徵召，洪武二十年（1387年）被推薦為仙居訓導，改德安教授。遷漢陽知縣，有德政。學醇行正，與方孝孺為至交。建文時，召為翰林修撰，並薦楊士奇入翰林。
靖難之役時，叔英奉旨到安徽廣德募兵。建文四年（1402年）六月十三日燕兵陷南京，建文帝下落不明，叔英自縊於廣德祠山玄妙觀銀杏樹下，由道士盛希年葬於祠山之麓。懐中有絶命詞一篇。朱棣称帝後、陳瑛欲籍叔英家。其妻自縊，兩個女兒也投井自盡，“二女井”為紀念王叔英的女兒而建。
正統年間，楊士奇祭祀王公墓。成化年間，因為墳墓已経雑草蓬蓬，広徳知州周瑛重修王公墓。